# Триана, Мауро
Мауро Триана Лопес (исп. Mauro Triana Lopez; род. 17 декабря 1995, Ла-Корунья , Испания) — испанский легкоатлет, специализирующийся в спринтерском беге.

## Биография
Тренируется в клубе Playas de Castellón под руководством Хосе Карлоса Туньяса.
В 2015 году стал бронзовым призёром чемпионата Испании в беге на 200 метров с личным рекордом 21,23. На международной арене дебютировал на чемпионате Средиземноморских стран 2016 года, где финишировал третьим на дистанции 200 метров и в эстафете 4×100 метров.
Выступал в эстафете 4×100 метров на чемпионате Европы 2016 года, где испанцам не хватило 0,03 секунды до выхода в финал.

## Основные результаты
| Год  | Турнир           | Место проведения      | Дисциплина       | Место      | Результат |
| ---- | ---------------- | --------------------- | ---------------- | ---------- | --------- |
| 2016 | Чемпионат Европы | Амстердам, Нидерланды | эстафета 4×100 м | 9-е (заб.) | 39,15     |